# Langebakkersoord
Langebakkersoord est une ancienne commune et un ancien hameau néerlandaise de la Hollande-Méridionale.
Langebakkersoord est érigée en commune en 1817, par démembrement de Pernis. En 1827, Langebakkersoord est de nouveau réunie à Pernis. Aujourd'hui, son territoire fait partie de la commune de Rotterdam, couvert en partie par le port de Rotterdam.
En 1822, le hameau comptait 16 habitants, en intégrant le hameau de Deiffelsbroek.

## Source
1. ↑  Hoven, Frank van den, De Topografische Gids van Nederland, 1997, Éd. Filatop, Amersfoort

- (nl) Ad van der Meer et Onno Boonstra, Repertorium van Nederlandse gemeenten 1812-2006, DANS Data Guide 2, La Haye, 2006